# Chasse aux vedettes
 (juillet 2025).
Pour plus de détails, voir Fiche technique et Distribution.
Chasse aux vedettes est un court métrage de Camille Chatelot réalisé en 1961.

## Fiche technique
- Réalisation : Camille Chatelot
- Année : 1961
- Pays : France

## Distribution
- Bernard Blier
- Jean-Paul Belmondo